# Liste der Biografien/Van G
Liste der Biografien |
Portal Biografien |
G Personensuche
# |
A |
B |
C |
D |
E |
F |
G |
H |
I |
J |
K |
L |
M |
N |
O |
P |
Q |
R |
S |
T |
U |
V |
W |
X |
Y |
Z |
?
 
Va |
Vd |
Ve |
Vh |
Vi |
Vj |
Vl |
Vn |
Vo |
Vr |
Vs |
Vt |
Vu |
Vy
 
Vaa |
Vab |
Vac |
Vad |
Vae |
Vaf |
Vag |
Vah |
Vai |
Vaj |
Vak |
Val |
Vam |
Van |
Vap |
Vaq |
Var |
Vas |
Vat |
Vau |
Vav |
Vaw |
Vax |
Vay |
Vaz
 
Van A |
Van B |
Van C |
Van D |
Van E |
Van F |
Van G |
Van H |
Van I |
Van K |
Van L |
Van M |
Van N |
Van O |
Van P |
Van Q |
Van R |
Van S |
Van T |
Van U |
Van V |
Van W |
Van Y |
Van Z

Vana |
Vanb |
Vanc |
Vand |
Vane |
Vang |
Vanh |
Vani |
Vanj |
Vank |
Vanl |
Vanm |
Vann |
Vano |
Vanp |
Vanq |
Vanr |
Vans |
Vant |
Vanu |
Vanv |
Vanw |
Vany |
Vanz
Die Liste der Biografien führt alle Personen auf, die in der deutschsprachigen Wikipedia einen Artikel haben. Dieses ist eine Teilliste mit 36 Einträgen von Personen, deren Namen mit den Buchstaben „Van G“ beginnt.

## Van G

### Van Ga
- Van Gaasbeck, Peter (1754–1797), US-amerikanischer Politiker
- Van Gansen, Herman (* 1954), belgischer Radrennfahrer
- Van Garderen, Tejay (* 1988), US-amerikanischer Radrennfahrer
- Van Gastel, Hugo (* 1953), belgischer Radrennfahrer

### Van Ge
- Van Geel, Marc (* 1959), belgischer Radrennfahrer
- Van Geenberghe, Jean-Claude (1962–2009), belgischer Springreiter
- van Gehuchten, Arthur (1861–1914), belgischer Neurologe und Anatom
- Van Gelder, Louis (1921–2017), belgischer Tischtennisspieler und -funktionär
- Van Gelder, Richard G. (1928–1994), US-amerikanischer Mammaloge und Museumskurator
- Van Gelder, Rudy (1924–2016), US-amerikanischer Tonmeister und Tonstudiobetreiber
- Van Gèle, Alphonso (1848–1939), belgischer Afrikaforscher
- Van Genechten, Jonas (* 1986), belgischer Radrennfahrer
- Van Genechten, Richard (1930–2010), belgischer Radrennfahrer
- Van Geneugden, Martin (1932–2014), belgischer Radrennfahrer
- Van Gestel, Celine (* 1997), belgische Volleyballspielerin
- Van Gestel, Dries (* 1994), belgischer Radrennfahrer
- Van Gestel, Gerrit (* 1958), belgischer Radrennfahrer

### Van Gi
- Van Gils, Maxim (* 1999), belgischer RadrennfahrerMaxim Van Gils (* 1999)

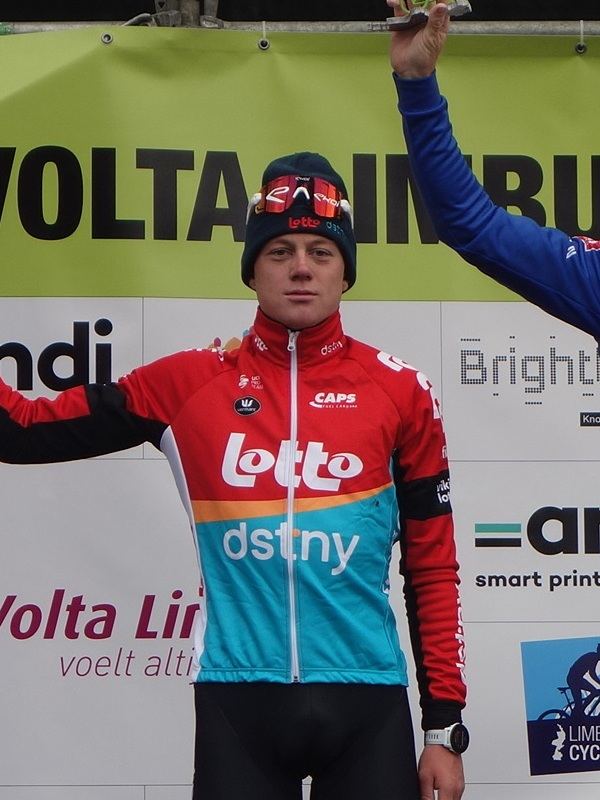
Maxim Van Gils (* 1999)

- Van Ginkel, Andrew (* 1995), US-amerikanischer American-Football-Spieler
- Van Ginkel, Jacques, belgischer Radrennfahrer

### Van Go
- Van Goetham, Johan (* 1973), belgischer Snookerspieler
- Van Goethem, Edouard (1873–1949), belgischer Ordensgeistlicher, römisch-katholischer Apostolischer Vikar von Coquilhatville
- Van Goethem, Patrick, belgischer Countertenor
- Van Gool, Roger (* 1950), belgischer Fußballspieler
- Van Gool, Stefaan (* 1963), belgischer Krebsforscher und pädiatrischer Onkologe
- Van Goolen, Jurgen (* 1980), belgischer Radrennfahrer
- Van Goor, Fredrick, Biologe bei Vertex Pharmaceuticals
- Van Gorkum, Harry, britisch-US-amerikanischer Schauspieler
- Van Gorp, Elke (* 1995), belgische Fußballspielerin

### Van Gr
- Van Grieken, Tom (* 1986), belgischer Politiker
- Van Groeningen, Felix (* 1977), belgischer Filmregisseur und DrehbuchautorFelix Van Groeningen (* 1977)

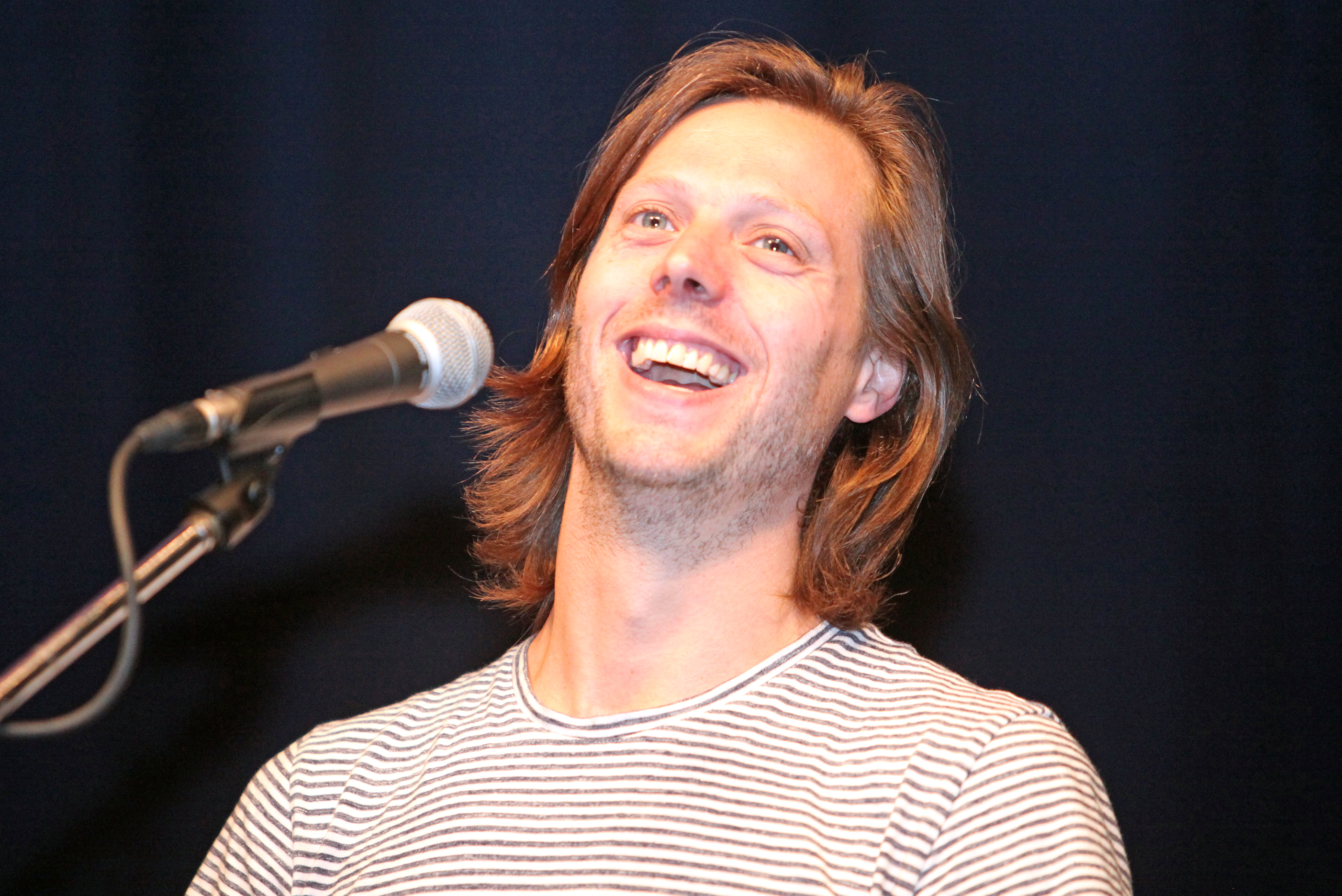
Felix Van Groeningen (* 1977)

### Van Gu
- Van Gundy, Jeff (* 1962), US-amerikanischer Basketballtrainer
- Van Gundy, Stan (* 1959), US-amerikanischer Basketballtrainer
- Van Gunst, Teegan (* 1995), US-amerikanische Volleyball- und Beachvolleyballspielerin
- Van Guysse, Jean (1881–1945), belgischer Turner

### Van Gy
- Van Gysegem, Paul (* 1935), belgischer Jazzmusiker und Bildender Künstler